# Melusine (Reimann)

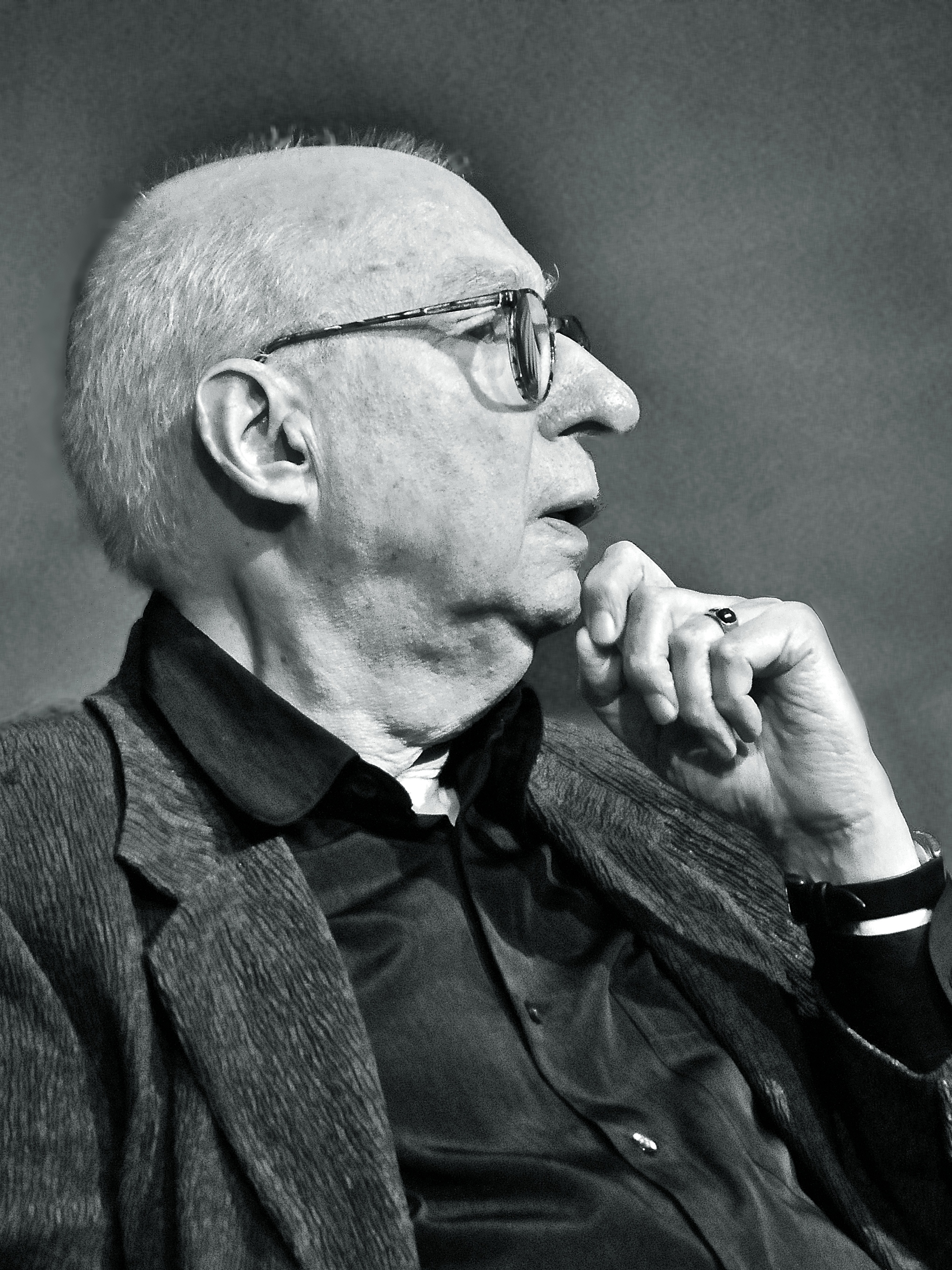
Aribert Reimann

Melusine är en opera i fyra akter med musik av Aribert Reimann och libretto av Claus H. Henneberg efter Yvan Golls teaterpjäs med samma namn (1922).

## Historia
Golls franska pjäs byggde på den medeltida legenden om Melusina som förvandlades till en vattenande. Goll överförde handlingen till samtidens Frankrike före Första världskriget. I Reimanns tidigare opera, Ein Traumspiel, hade orkestern haft en bärande roll men i Melusine fungerade den mer som en diskret bakgrundsensemble med högt stämda tonkluster för att illustrera Melusines värld. Huvudrollen är en riktig utmaning för en koloratursopran. Operan hade premiär den 29 april 1971 i Schwetzingen.

## Personer
- Melusine (koloratursopran)
- Pythia (kontraalt)[1]
- Madame Lapérouse (sopran)
- Oleander (tenor)
- Graf von Lusignan (baryton)
- Lantmätaren (baryton)
- Mason (tenor)
- Arkitekten (tenor)
- Oger (bas)

## Handling
Melusine är gift med Oleander men äktenskapet har inte fullbordats. Hon tillbringar dagarna i sin vackra trädgård. Marken har sålts men Melusine använder sin charm för att försvara och förhala köpet: Lantmätaren dör på plats, muraren förlorar förståndet och arkitekten blir handlöst förälskad i Melusine. Hon vädjar till två naturandar, Pythia och Oger, att rädda trädgården men förgäves. Slottet är färdigbyggt och Melusine ger sig åt ägaren Lusignan. Pythia sätter eld på slottet, både Melusine och Oger brinner inne.